# -M- au Spectrum
-M- au Spectrum (рус. -М- в спектре) — второй концертный альбом французского музыканта Матье Шедида, вышедший в 2005 году.

## Об альбоме
«-М- в спектре» — небольшой концертный альбом, вышедший в 2005 году. Это сборник лучших песен Матье, исполненных им в Монреале на музыкальном фестивале Франкофоли де Монреаль с 2 по 5 августа 2004 года. Альбом, помимо прочего, включает концертный ремикс песни «Belleville Rendez-vous», исполненной музыкантом для мультфильма «Трио из Бельвилля», но никогда не выходившей на его собственных альбомах. Концертник был хорошо принят слушателями, записи выступлений Шедида всегда пользуются популярностью у его фанатов.

## Список композиций
| №  | Название                   | Продолжительность |
| -- | -------------------------- | ----------------- |
| 1. | Mon ego                    | 3:25              |
| 2. | Souvenir du futur          | 6:40              |
| 3. | Le Complexe du corn Flakes | 3:02              |
| 4. | Psyko bug                  | 10:38             |
| 5. | Zénitude                   | 5:13              |
| 6. | C’est pas ta faute         | 3:33              |
| 7. | Gimmick                    | 2:23              |
| 8. | Je dis aime                | 5:30              |
| 9. | Belleville rendez-vous     | 3:54              |